# Tycho Brahe
Tycho de Brahe, rojen Tyge Ottesen Brahe, danski astronom in astrolog, * 14. december 1546, Knudstrup na Schonenu, Skanija, južna Švedska (tedaj del Danske), † 24. oktober 1601, Praga, Češka.

## Življenje in delo
De Brahe je študiral pravo in filozofijo na univerzah v Københavnu in Leipzigu. Ponoči je opazoval zvezde. Samo z globusom brez dobrih instrumentov in z nekaj kompasi je uspel najti precej napak v standardnih astronomskih tabelah. Odločil se je, da jih popravi.
Leta 1572 je odkril supernovo SN 1572 v ozvezdju Kasiopeje in zaslovel. Veliko je potoval in poučeval. Kralj Danske in Norveške Friderik II. je ponudil de Braheju sredstva za izgradnjo in opremo astronomskega observatorija na otoku Hueenu (Hveen) (sedaj Ven). De Brahe je sprejel predlog. Leta 1576 so začeli graditi grad Uraniborg »trdnjavo neba« (»nebesno vas«). Za observatorij je v lastni delavnici izdelal instrumente. Njegovi pripomočki še niso imeli leč. Zato so morali zaradi točnih merjenj biti veliki. Izdelal je celo kvadrant s premerom 12 m. Na krogu s polmerom 6 m sta 1" ustrezala manj kot 2 mm. Njegov znameniti zidni kvadrant premera 3 m je imel ločljivost že 100" in je botroval Keplerjevim zakonom za gibanje Marsa in ostalih planetov, s tem, da eliptičnega gibanja planetov niti Ulug Beg niti de Brahe še nista zaznala. De Brahe je opravil mnoge meritve v Osončju in premeril je več kot 700 zvezd. Po smrti Friderika II. leta 1588 mu je Friderikov naslednik Kristian IV. odvzel vse prihodke.
Leta 1597 je de Brahe zapustil Dansko in se naselil v Pragi. Observatorij je uničilo vreme, otoški kmetje pa so raznesli ostanke tako, da je leta 1671 Picard na tem mestu našel samo še temelje. Brahe je postal astronom cesarja Rudolfa II., kateremu je kot astrolog delal horoskope. Rudolf II. mu je podaril pokojnino 3000 dukatov in posestvo blizu Prage, kjer naj bi zgradil novi Uraniborg, vendar je prej umrl. 
De Brahe ni nikoli popolnoma sprejel Kopernikove teorije. Zavzemal se je za svojo teorijo. V njegovem sestavu naj bi 5 tedaj znanih planetov krožilo okoli Sonca, ki naj bi skupaj s planeti krožil okoli Zemlje. Krogla zvezd naj bi krožila okoli nepomične Zemlje enkrat na dan. Čeprav je bila njegova teorija napačna, so njegova točna astronomska merjenja po smrti koristila Keplerju za odkritje svojih 3. zakonov gibanja planetov. Kepler, ki je bil de Brahov pomočnik od leta 1600 do Brahove smrti, je izdal njegovo glavno delo Astronomiae instauratae progymnasmata. Bil je navdušen nad de Brahovim delom in je zanj dejal, da je mislil v kotnih sekundah.

## Priznanja

### Poimenovanja
Po njem se imenuje udarni krater Tycho na Luni, krater Tycho Brache na Marsu in asteroid glavnega pasu 1677 Tycho Brahe.